# Breitband-Wissenschaftsnetz
Das Breitband-Wissenschaftsnetz (B-WiN) war ein seit Herbst 1995 aufgebautes, ATM-basiertes, breitbandiges Netz, das vom Verein zur Förderung eines Deutschen Forschungsnetzes (DFN-Verein) betrieben wurde über den Dienstleister DeTeSystem, der später aufgegangen ist in T-Systems.
Es wurde im März 1996 in Betrieb genommen und verband mehr als 650 Einrichtungen an Universitäten und Hochschulen in Deutschland. Das Projekt wurde vom Bundesministerium für Bildung und Forschung (BMBF) gefördert.
Das B-WiN wurde als Virtuelles Privates Netz (VPN) auf Basis des nationalen ATM-Crossconnect-Netzes der Deutschen Telekom aufgebaut; es wird daher gelegentlich auch als „Intranet für die Wissenschaft“ bezeichnet. Das Netz erreichte zu Beginn eine Übertragungsgeschwindigkeit von 34 Mbit/s, die im Juli 1996 auf 155 Mbit/s und später auf 622 Mbit/s erhöht wurde. Das B-WiN war damit eines der schnellsten Forschungsnetze der Welt; ein mit 155 Mbit/s ebenso schnelles Forschungsnetz existierte bis dahin nur in den USA.
Das WiN war zunächst mit 6 Mbit/s über EuroNET mit den anderen europäischen Forschungsnetzen verbunden; die USA-Konnektivität wurde Anfang 1997 von bisher 7 Mbit/s auf 34 Mbit/s erweitert. Seit dem 25. Februar 1999 bestehen Verbindungen mit dem europäischen Forschungsnetz TEN-155.
Das B-WiN wurde ab etwa 2000 schrittweise vom Gigabit-Wissenschaftsnetz G-WiN abgelöst.
Heute ist der Nachfolger, das X-WiN, in Betrieb.